# Parseg Bedros IV Awkadian
Parseg Bedros IV Awkadian (orm.:Միքայէլ Պետրոս Գ. Գասպարեան) (ur. ?  zm. 6 lutego 1788) – ormiański duchowny katolicki, 4. patriarcha Kościoła katolickiego obrządku ormiańskiego w latach 1780–1788. 
1 grudnia 1780 został wybrany patriarchą Kościoła ormiańskokatolickiego. Funkcję patriarchy pełnił do swojej śmierci w 1788 roku. 